# Chrysotachina peruviana
Chrysotachina peruviana là một loài ruồi trong họ Tachinidae.